# Anthistiria
Anthistiria, na classificação taxonômica de Jussieu (1789), é um gênero botânico, de ordem Gramineae, classe Monocotyledones com estames hipogínicos (quando os estames se inserem no receptáculo da flor abaixo do nível do ovário).